# اليوم المفقود (مسرحية)
اليوم المفقود هي مسرحية كوميدية مصرية، عُرضت سنة 1988، من إخراج محمد شعلان، وتأليف أحمد حلمي، ومن بطولة صلاح ذو الفقار وليلى طاهر.

## طاقم التمثيل
- صلاح ذو الفقار
- ليلي طاهر
- محمد الدفراوي
- سعيد الصالح
- مدحت مرسي
- ليلي صابونجي
- عبد الوهاب خليل
- محمود صبحي
- أنور محمد
- أحمد عز الدين